# پیچز (ئی‌پی)
| بررسی انتقادی | بررسی انتقادی |
| منبع          | رتبه‌بندی      |
| ------------- | ------------- |
| ان‌ام‌ئی        | [ ۱ ]         |

پیچز (انگلیسی: Peaches) دومین آلبوم چندآهنگه (ئی‌پی) خواننده کره‌ای کای از گروه اکسو است. این آلبوم در ۳۰ نوامبر ۲۰۲۱ توسط اس‌ام انترتینمنت منتشر شد. این ئی‌پی شامل شش ترانه از جمله تک‌آهنگ آغازین با همین نام است. آلبوم فیزیکی در سه نسخه مختلف (۲ نسخه فوتوبوک و یک نسخه دیجی‌پک) در دسترس است.

## جدول‌ها
| جدول (۲۰۲۱)                                   | بهترین جایگاه |
| --------------------------------------------- | ------------- |
| آلبوم‌های ژاپنی (اوریکون)                      | 14            |
| آلبوم‌های داغ ژاپنی (بیلبورد ژاپن)             | ۱۱            |
| آلبوم‌های کره جنوبی (گائون)                    | ۲             |
| آلبوم‌های دیجیتال بریتانیا (شرکت جدول‌های رسمی) | ۴۶            |

| جدول (۲۰۲۱)                | جایگاه |
| -------------------------- | ------ |
| آلبوم‌های کره جنوبی (گائون) | ۵۰     |

## گواهی‌نامه‌ها
| منطقه                             | گواهی    | واحد گواهی‌شده/فروش |
| --------------------------------- | -------- | ------------------ |
| کره جنوبی (گائون)                 | Platinum | ۲۵۰٬۰۰۰^           |
| ^ رقم توزیع تنها بر پایهٔ گواهی‌ها. |          |                    |

## تاریخچه انتشار
| منطقه     | تاریخ          | فرمت                           | ناشر            |
| --------- | -------------- | ------------------------------ | --------------- |
| مختلف     | ۳۰ نوامبر ۲۰۲۱ | سی‌دی ، دانلود دیجیتال ، استریم | اس‌ام انترتینمنت |
| کره جنوبی | ۳۰ نوامبر ۲۰۲۱ | سی‌دی                           | اس‌ام انترتینمنت |